# Fèlix Martí i Ambel
Fèlix Martí i Ambel (Barcelona, 1938) és un filòsof i professor català.

## Biografia
Va estudiar enginyeria i es va llicenciar en filosofia el 1965. Des del temps de la lluita antifranquista s'ha distingit per la seva defensa de la identitat catalana, ha practicat l'escoltisme on va ser dirigent destacat (a la Delegació Diocesana d'Escoltisme) els anys seixanta, i a la vegada ha promogut iniciatives internacionals a favor de les llengües, les cultures i els drets dels pobles.
La seva trajectòria professional s'inicia com a professor de Filosofia i director del curs preuniversitari de l'Institut Catòlic d'Estudis Socials de Barcelona
(1968-1970), on més tard assumeix el càrrec de director del Laboratori de Sociologia i també la direcció de la Fundació Jaume Bofill. El 1974 participà en la fundació del PSC-Reagrupament i el 1975 és elegit a Roma president del Moviment Internacional d'Intel·lectuals Catòlics Pax Romana, càrrec del qual va ser reelegit el 1979 a Mèxic per quatre anys més. El 1984 funda el Centre UNESCO de Catalunya, que va dirigir fins al 2002, i del qual ara és president honorari. Durant aquella etapa va ser també membre del consell de la World Futures Studies Federation i president del comitè de direcció de l'Informe de la UNESCO sobre les llengües del món. Ha organitzat diversos congressos de sociolingüística.
El 2004 va ser corresponsable, a Barcelona, del Parlament de les Religions del Món. L'any 2005 va ser director del Centre Interreligiós de Barcelona, una oficina de l'Ajuntament de Barcelona que té com a missió vetllar per la llibertat religiosa i el respecte mutu entre les diferents religions o expressions de consciència. També és president de Linguapax Internacional, organització que treballa per vincular l'educació per la pau i l'aprenentatge de les llengües.
L'any 1995 va rebre la medalla UNESCO dels Drets Humans, el guardó CIEMEN i el 2002 la Creu de Sant Jordi de la Generalitat de Catalunya. Va ser membre del Patronat de la Fundació per una Cultura de la Pau, creada per Federico Mayor l'any 2000, i del Patronat de la Fundació Ubuntu, una xarxa internacional de la societat civil. El 2006 ha publicat el llibre Diplomàtic sense estat: memòries, una autobiografia en què relata les seves notables activitats a favor de la pau i el diàleg entre les cultures. L'any 2013 publica el llibre Déus desconeguts, viatge iniciàtic a les religions de l'Orient, una presentació panoràmica de les religions hinduistes, budistes i xineses. Va ser president de L'Opinió Catalana.
El 2003 va donar la seva biblioteca a la Universitat Pompeu Fabra i el 2006 va rebre la Medalla d'Honor de Barcelona.

## Fons personal
El seu fons personal es conserva a l'Arxiu Nacional de Catalunya. El fons aplega la documentació produïda i rebuda per Fèlix Martí principalment en l'àmbit de la seva activitat professional i associativa. Reflecteix la seva tasca docent i l'actuació al capdavant del Centre UNESCO de Catalunya, el Comitè Internacional de Linguapax i el Moviment Internacional Pax Romana. El fons inclou documentació relativa a la seva activitat política i cultural antifranquista, en el marc de diverses entitats i associacions, entre les quals destaquen el Centre Eiximenis, la Fundació Jaume Bofill, Justícia i Pau o l'Institut Pacis. Destaca així mateix la documentació que reflecteix la seva vinculació a diverses iniciatives relatives a la projecció exterior de Catalunya, al coneixement de les religions i al foment de la pau, en especial en relació al conflicte basc, objecte de participació en nombroses trobades i col·loquis. El fons aplega també materials molt diversos sobre escoltisme, educació, entitats cristianes i partits polítics. Destaca així mateix el recull de publicacions clandestines dels darrers anys del franquisme. Finalment, el fons inclou monografies i publicacions impulsades des del Centre UNESCO de Catalunya.